# Centrale nucleare di Chin Shan
La centrale nucleare di Chin Shan è una centrale nucleare di Taiwan situata presso la città di Shihmen. L'impianto è composto da 2 reattori di tipologia BWR per 1208MW complessivi.